# نص حواري
النص الحواري هو نص أدبي يستعمل غالبا في المسرح ولكننا نستطيع أن نجده في أجناس أدبية مثل الرواية والحكاية والقصة وأجناس غير أدبية مثل الصحافة والتقارير والربورتاج.

## من أنواعه
- الحوار المسرحي: هو أكثر الأشكال الأدبية استعمالا للحوار.
- الحوار المباشر: الحوار الذي يتم مباشرة ووجها لوجه والتكلم مباشرة أفضل لأنك تناقش كل ما تريده ... بسهولة.
- الحوار الكامل: الحوار الذي يكون كاملا حيث لا تنسى فكرة إلا وقلتها.
- الحوار الناقص: عندما ينتتهي الحوار ويعلم الشخص انه نسي قول فكرة
- الحوار الداخلي: وهو كلام يحدث به الشخص نفسه مع روحه.